# San Vicente del Palacio (kommunhuvudort)
San Vicente del Palacio är en kommunhuvudort i Spanien.   Den ligger i provinsen Provincia de Valladolid och regionen Kastilien och Leon, i den centrala delen av landet, 130 km nordväst om huvudstaden Madrid. San Vicente del Palacio ligger 747 meter över havet och antalet invånare är 232.
Terrängen runt San Vicente del Palacio är platt. Runt San Vicente del Palacio är det glesbefolkat, med 8 invånare per kvadratkilometer. Närmaste större samhälle är Medina del Campo, 11,6 km nordväst om San Vicente del Palacio. Trakten runt San Vicente del Palacio består till största delen av jordbruksmark.